# 锡安堂 (德累斯顿)

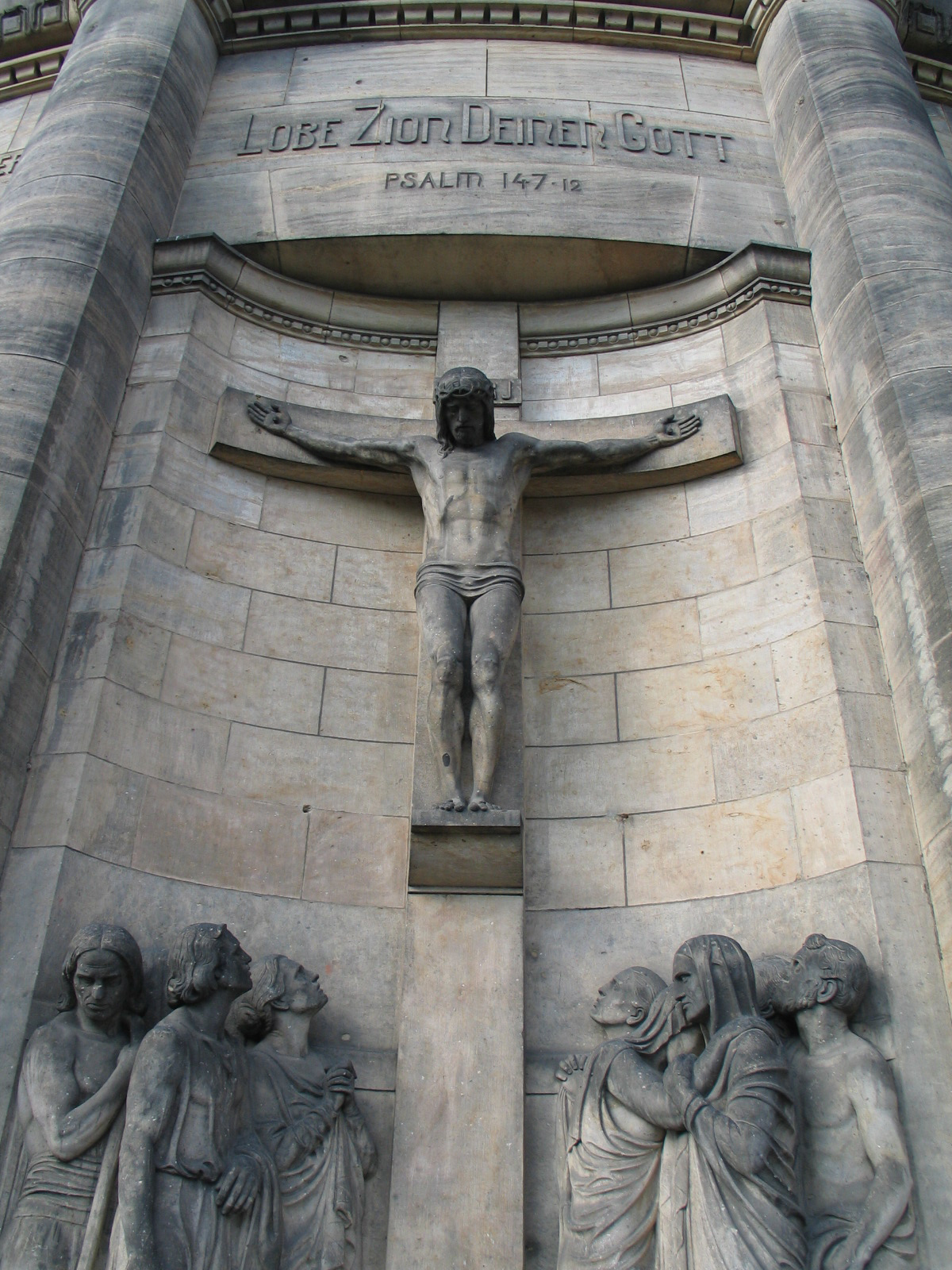
老锡安堂细部：“锡安哪，你要称颂你的神”]（[诗篇147：12）

锡安堂（Zionskirche）是德国德累斯顿Südvorstadt区两座路德宗教堂的名称。老锡安堂（Alte Zionskirche）由Schilling与格雷布纳建筑事务所建于1908-1912年，在1945年2月盟军轰炸中严重受损。后来添加了临时屋顶，现在作为废墟保护起来，设有一个碑廊，拥有3000件雕塑。与此同时，信徒在废墟隔壁的一个军营礼拜，直到1981年6月5日，新锡安堂（Neue Zionskirche）在拜罗伊特街奠基，作为瑞典教会的礼物。新锡安堂落成于1982年10月31日。

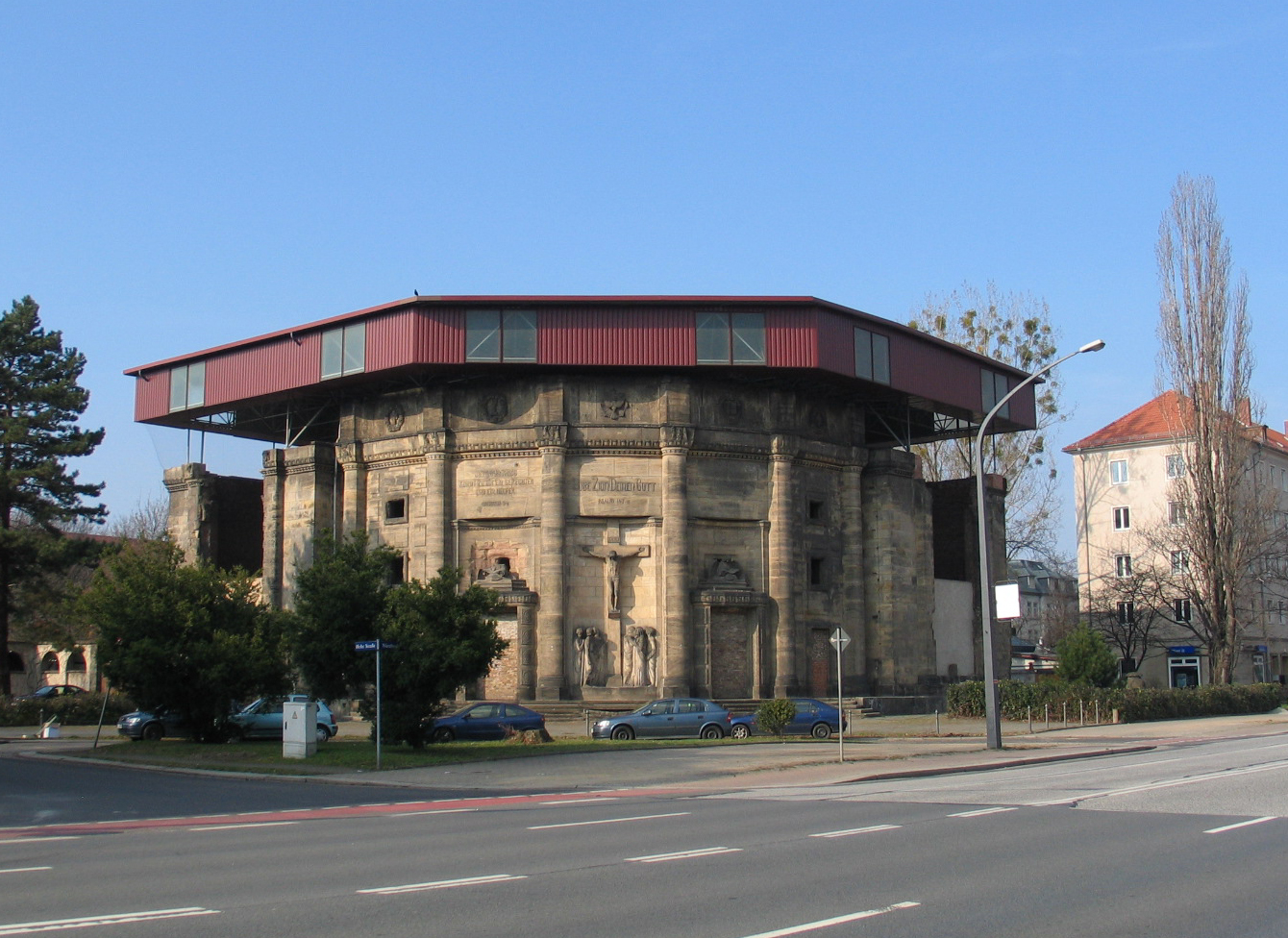
老锡安堂遗址
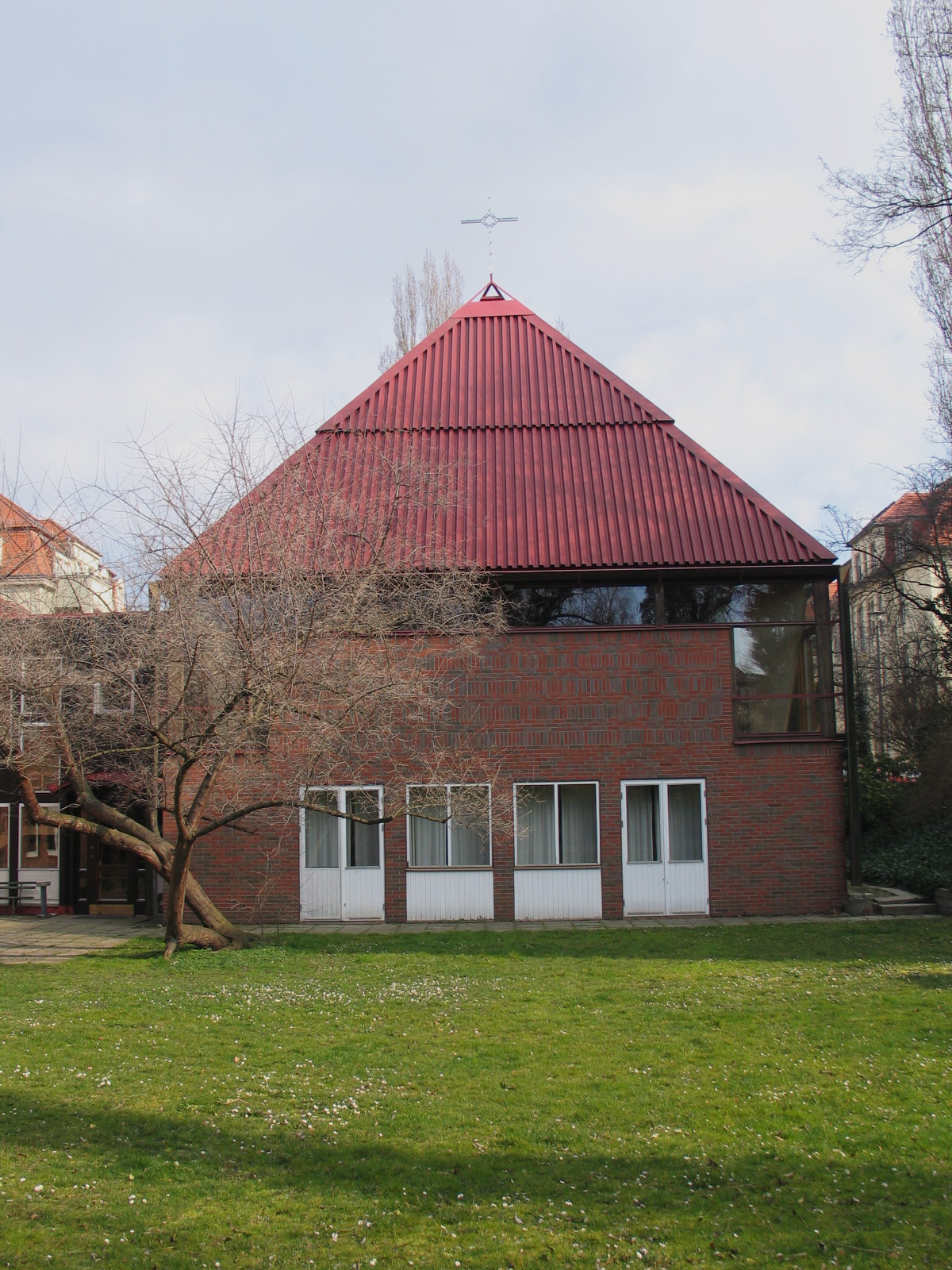
新锡安堂

51°02′09″N 13°43′02″E / 51.03583°N 13.71722°E